# Wanda Díaz-Merced
Pour les articles homonymes, voir Díaz et Merced.
Díaz  Merced est un nom espagnol. Le premier nom de famille, en général paternel, est Díaz ; le second, en général maternel, souvent omis, est Merced.
Wanda Díaz-Merced est une astronome, connue pour avoir utilisé la sonification pour transformer de grands ensembles de données en sons audibles,,,. Elle travaille actuellement dans un laboratoire d'astro-particules et de cosmologie en France.

## Biographie

### Petite enfance
Wanda Díaz-Merced naît à Gurabo, une petite ville isolée de Porto Rico. Elle et sa sœur sont toutes les deux handicapées et elles doivent apprendre à surmonter les difficultés que cela entraîne. Durant leur enfance, toutes deux font semblant de piloter un vaisseau spatial et d'explorer d'autres galaxies.
Au collège, elle participe au salon des sciences de l'école où elle remporte la deuxième place. C'est un tournant pour elle qui lui fait réaliser que poursuivre une carrière scientifique est quelque chose à sa portée,,.

### Études
Díaz-Merced fréquente le collège Matías González García et le lycée Dra. Conchita Cuevas à Gurabo à Porto Rico, puis elle étudie la physique à l'université de Porto Rico,. Durant ses études et sa vingtaine, elle perd la vue à cause de sa rétinopathie diabétique. Elle obtient ensuite un doctorat de l'université de Glasgow en 2013, où elle étudie l'analyse des données spatiales : elle y développe une technique qui transforme les observations astronomiques en sons. Puis elle est acceptée comme post-doctorante au Harvard-Smithsonian Center for Astrophysics et à l'Observatoire astronomique sud-africain du Cape,.

### Carrière scientifique
Elle travaille sur la technique de la sonification après avoir perdu la vue durant ses études de premier cycle à l'université de Porto Rico,. Elle découvre cette technique lors d'un programme de stages de la NASA pour élèves handicapés.

### Divulgation scientifique
En 2016, elle donne une conférence TED à Vancouver au Canada.

### Distinctions
En 2017, elle reçoit un trophée « Estrella Luike » attribué à des personnalités par l'éditeur Luike Iberoamericana de Revistas de Enrique Hernández-Luike (en).

## Œuvres publiées
- (en) Wanda L. Diaz Merced, Sound for the exploration of space physics data, University of Glasgow, 2013 (lire en ligne)
- (en) J. A. Paice, P. Gandhi, P. A. Charles, V. S. Dhillon, T. R. Marsh, D. a. H. Buckley, M. M. Kotze, A. Beri, D. Altamirano, M. J. Middleton, R. M. Plotkin, J. C. A. Miller-Jones, D. M. Russell, J. Tomsick, W. Diaz-Merced et R. Misra, « Puzzling blue dips in the black hole candidate Swift J1357.2-0933, from Ultracam, Salt, Atca, Swift, and NuSTAR », Monthly Notices of the Royal Astronomical Society, vol. 488, no 1,‎ septembre 2019, p. 512–524 (ISSN 0035-8711, DOI 10.1093/mnras/stz1613)
- (en) Wanda L. Diaz-Merced, Robert M. Candey, Nancy Brickhouse, Matthew Schneps, John C. Mannone, Stephen Brewster et Katrien Kolenberg, « Sonification of Astronomical Data », Proceedings of the International Astronomical Union, vol. 7, no S285,‎ 2011, p. 133–136 (ISSN 1743-9213, DOI 10.1017/S1743921312000440, lire en ligne, consulté le 1er novembre 2019)
- (en) Beatriz Garcia, Wanda Diaz-Merced, Johanna Casado et Angel Cancio (S. Deustua, K. Eastwood, I.L. ten Kate (eds.)), « Evolving from xSonify: a new digital platform for sonorization », EPJ Web of Conferences, vol. 200,‎ 2019, p. 01013 (ISSN 2100-014X, DOI 10.1051/epjconf/201920001013, lire en ligne, consulté le 1er novembre 2019)
- (en) S. Kurtz, P. Hofner, C. Vargas et W. Diaz-Merced, Galaxies and Their Constituents at the Highest Angular Resolutions, San Francisco, Astronomical Soc Pacific, 2001, 280–281 p. (ISBN 978-1-58381-066-8), « High resolution radio continuum observations of high mass star formation regions »